# Bulcy
Bulcy település Franciaországban, Nièvre megyében. Lakosainak száma 144 fő (2022. január 1.). Bulcy Pouilly-sur-Loire, Varennes-lès-Narcy, Garchy, Mesves-sur-Loire és Narcy községekkel határos.

## Népesség
A település népességének változása:
| Lakosok száma | 139  | 133  | 136  | 129  | 133  | 136  | 140  | 142  | 144  |
|               | 2013 | 2015 | 2016 | 2017 | 2018 | 2019 | 2020 | 2021 | 2022 |